# 佐藤喜子
佐藤 喜子（さとう よしこ、現在の氏名：大崎 喜子（おおさき よしこ）、1938年3月30日 - ）は、日本の元競泳選手（種目は自由形）。アジア競技大会では1958年と1962年に合計7つの金メダルを獲得した。1956年メルボルンオリンピックおよび1960年ローマオリンピックでは短距離で合計5種目に出場し、最上位の成績は4×100mメドレーリレーの第7位であった。

## 経歴
奈良県五條市出身。中学校では当初陸上競技部に所属していたが、3年生の時に県大会にリレー選手として出場し、以後競泳選手となる。
奈良県立五條高等学校から天理大学に進む。
国内では日本選手権水泳競技大会の100mで1958年から1961年まで4年連続、200mで1955年から1961年まで7年連続で優勝した。1954年から1962年まで、50mから1500mまでの自由形種目において、空前ともいえる97回の日本記録を更新した。
1963年に佐藤は現役を引退し、翌年ローマオリンピックに出場した男子競泳選手の大崎剛彦と結婚、大崎喜子となった。1984年、マスターズ水泳で現役に復帰。1985年以降、世界選手権で20回、パンパシフィック選手権で17回の優勝を飾り、自由形・バタフライおよびメドレーリレーで93回の世界記録を樹立した。日本国内では104のマスターズ記録と日本選手権で123のタイトルを獲得した。2005年にマスターズ水泳選手のカテゴリで国際水泳殿堂に表彰された。夫の剛彦もマスターズ選手となり、日本マスターズ水泳協会会長も務めた。夫との間に幻のモスクワオリンピック日本代表選手であった大崎芳栄を始め1男2女をもうけた。